# Arizona State Route 85
Pour les articles homonymes, voir Route 85.
La State Route 85, ou SR 85, est une route de l'État d'Arizona qui relie la frontière entre les États-Unis et le Mexique près de Lukeville jusqu'à l'Interstate 10 à Buckeye, au nord. Elle rencontre l'Interstate 8 à Gila Bend et sert de connecteur entre l'I-8 et l'I-10 entre Phoenix et Yuma (et plus loin vers San Diego).
La Route 85 fut établie en 1936 pour relier Gila Bend à Ajo ; elle fut étendue vers le sud jusqu'à la frontière avec le Mexique en 1955, puis vers le nord jusqu'à Phoenix lorsqu'elle remplaça la U.S. Route 80 en 1977. Le terminus nord de la route fut réaligné en 1994 entre l'I-10 et Buckeye. La partie restante de la route entre Buckeye et Phoenix fut graduellement déléguée aux municipalités et au comté sur son tracé dans les années 1990, jusqu'en 2001.

## Description du tracé
Le terminus sud de la Route 85 est situé à la frontière entre les États-Unis et le Mexique près de Lukeville dans le comté de Pima. La route 85 est continuée au Mexique par une route desservant la ville de Sonoita. Au nord de la frontière, la 85 commence comme route à deux voies et traverse l'Organ Pipe Cactus National Monument, puis rencontre l'Arizona State Road 86 à Why. Tandis que la 86 conduit à l'est vers Tucson et le sud-est de l'Arizona, la 85 continue vers le nord-ouest jusqu'à Ajo. À partir de là, la route prend la direction du nord et entre dans le Barry M. Goldwater Air Force Range jusqu'à une jonction avec l'I-8 à Gila Bend. Elle rencontre la Business loop de l'I-8, dont elle partage le tracé le long de Pima Street à Gila Bend ; puis les routes se séparent : la business loop retourne vers l'I-8 au sud-est tandis que la 85 tourne vers le nord-est. Elle donne accès à l'aéroport municipal de Gila Bend à environ deux kilomètres de la ville,.
La Route 85 continue vers le nord en direction de l'aire urbaine de Phoenix ; cette partie de son tracé est intégrée au National Highway System. La route passe près du bord ouest du Sonoran Desert National Monument et dessert la Buckeye Hills Recreational Area ; puis elle traverse la Gila River. Elle croise Buckeye Road, à l'endroit où les tracés originaux de l'U.S. 80 et de la Route 85 se poursuivaient vers Phoenix, avant d'être déroutés vers le tracé courant. La route se poursuit vers le nord, traverse le Buckeye Canal, puis atteint son terminus nord à la sortie 112 de l'I-10,.
La portion de la Route 85 située entre Buckeye et Gila Bend est un connecteur entre l'I-8 et l'I-10 ; elle était en cours de travaux en 2008 pour devenir une voie rapide et, par la suite, une autoroute.

## Histoire
La première route numérotée située dans le corridor actuel de la Route 85 fut mise en place en 1927 entre Gila Bend et Phoenix en tant qu'US 80. À l'époque, elle n'était pavée que de Phoenix à Hassayampa ; ensuite, jusqu'à Gila Bend, c'était une route de gravier. Ce tracé original de l'US 80 existe encore sous le nom de Old US 80, à l'ouest du tracé de la Route 85. Un chemin de terre entre Gila Bend et Ajo existait à l'époque, mais il ne faisait pas partie du système routier de l'État. En 1935, l'intégralité de la US 80 entre Gila Bend et Phoenix avait été pavée ; au sud de Gila Bend, les travaux en avaient fait une route de gravier.
En 1936, la Route 85 fut mise en place, mais son terminus nord était Gila Bend et son terminus sud Ajo. En 1938, la Route 85 avait été pavée, à l'instar de la section entre Ajo et Why qui deviendrait ensuite une partie de la Route 85. La portion entre Why et la frontière avec le Mexique apparut sur les cartes dans ces années-là en tant que route de gravier. En 1943, la partie de la route entre Ajo et Why fut ajoutée au système de l'État, mais en tant que State Road 86, lorsqu'lle fut étendue à l'ouest de Tucson à Ajo. En 1955, la route fut étendue de Lukeville à la frontière ; la 86 et la 85 se chevauchaient entre Ajo et Why lorsqu'une route de comté fut ajoutée à la Route 85.
En 1973, le raccord entre l'I-10 et Baseline Road fut mis en place, et fut reconçu en 1978 en tant qu'embranchhement de la Route 85. La Route US 80, ancienne et indirecte, fut retirée du système. La Route 85 fut étendu au nord en 1977 sur l'ancien tracé de l'US 80 jusqu'à Buckeye, puis continuée à l'est vers Phoenix. En 1990, des sections de la route à Buckeye et à Phoenix furent concédées à leurs municipalités respectives pour qu'elles en gèrent la maintenance. L'année suivante, une partie de la route entre Avondale et Phoenix fut concédée au comté de Maricopa pour les mêmes raisons. En 1991 fut également éliminé le chevauchement des Routes 85 et 86 ; le terminus ouest de la State Road 86 fut placé à sa rencontre avec la Route 85 à Why. En 1994, le terminus nord de la Route 85 fut déplacé sur l'embranchement de la 85 qui la reliait à l'I-10, et les sections restantes situées sur l'ancien tracé vers l'est furent reconçues en tant que tracé temporaire de la Route 85. En 1999, la partie de l'ancienne route à Avoondale fut attribuée à la municipalité. La dernière partie restante de la vieille route entre Phoenix et Buckeye, située autour du complexe du capitole de l'Arizona, fut donnée à Phoenix en 2001.

## Liste des croisements
| Comté    | Lieu      | Mille international | Croisement                                     | Notes                                                         |
| -------- | --------- | ------------------- | ---------------------------------------------- | ------------------------------------------------------------- |
| Pima     |           | 0.00                | Frontière avec le Mexique                      |                                                               |
| Pima     |           | 27.35               | Arizona State Route 86 est - Tucson            |                                                               |
| Maricopa | Gila Bend | 79.57               | Interstate 8 est - Tucson                      |                                                               |
| Maricopa | Gila Bend | 80.15               | Business Loop de l'I-8 à Gila Bend - San Diego | Terminus sud du chevauchement avec la Business loop de l'I-8  |
| Maricopa | Gila Bend | 83.06               | Business Loop de l'I-8 à Gila Bend - Tucson    | Terminus nord du chevauchement avec la Business loop de l'I-8 |
| Maricopa | Buckeye   | 117.87              | Interstate 10 - Phoenix, Los Angeles           |                                                               |